# Embalament tèrmic

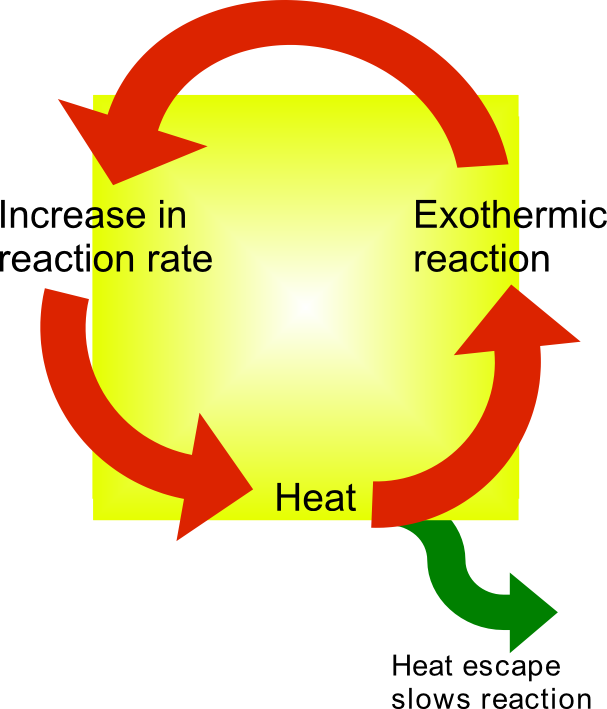
Esquema de l'embalament tèrmic.

L'embalament tèrmic descriu un procés que s'accelera per l'augment de la temperatura, al seu torn alliberant energia que augmenta encara més la temperatura. L'embalament tèrmic es produeix en situacions en què un augment de la temperatura canvia les condicions d'una manera que provoca un nou augment de la temperatura, que sovint condueix a un resultat destructiu. És una mena de retroalimentació positiva sense control.
En química (i enginyeria química), l'embalament tèrmic s'associa amb reaccions fortament exotèrmiques que s'acceleren per l'augment de la temperatura. En enginyeria elèctrica, l'embalament tèrmic s'associa normalment amb un augment del flux de corrent i la dissipació de potència. La fuga tèrmica es pot produir a l'enginyeria civil, sobretot quan no es controla la calor alliberada per grans quantitats de formigó curat. En astrofísica, les reaccions de fusió nuclear desbocada a les estrelles poden provocar nova i diversos tipus d'explosions de supernoves, i també es produeixen com un esdeveniment menys dramàtic en l'evolució normal de les estrelles de massa solar, el "full d'heli".
Alguns investigadors climàtics han postulat que un augment de la temperatura mitjana global de 3-4 graus centígrads per sobre de la línia de base preindustrial podria provocar un augment encara més no controlat de les temperatures superficials. Per exemple, les emissions de metà, un gas d'efecte hivernacle més potent que el CO₂, dels aiguamolls, la fusió del permafrost i els dipòsits de clatrat del fons marí del marge continental podrien estar subjectes a una retroalimentació positiva.
Exemple en semiconductors:
El silici mostra un perfil peculiar, ja que la seva resistència elèctrica augmenta amb la temperatura fins a uns 160 °C, després comença a disminuir i baixa encara més quan s'arriba al punt de fusió. Això pot conduir a fenòmens de fugida tèrmica dins de les regions internes de la unió semiconductora; la resistència disminueix a les regions que s'escalfen per sobre d'aquest llindar, permetent que flueixi més corrent per les regions sobreescalfades, provocant, al seu torn, més escalfament en comparació amb les regions circumdants, la qual cosa condueix a un augment de la temperatura i una disminució de la resistència. Això condueix al fenomen d'amuntegament de corrent i formació de filaments de corrent (similar a l'acumulació actual, però dins d'un únic dispositiu), i és una de les causes subjacents de moltes fallades de la unió dels semiconductors. Els MOSFET de potència solen augmentar la seva resistència a l'encesa amb la temperatura. En algunes circumstàncies, la potència dissipada en aquesta resistència provoca més escalfament de la unió, que augmenta encara més la temperatura de la unió, en un bucle de retroalimentació positiva. Com a conseqüència, els MOSFET de potència tenen regions d'operació estables i inestables. Tanmateix, l'augment de la resistència a la temperatura ajuda a equilibrar el corrent a través de diversos MOSFET connectats en paral·lel, de manera que no es produeix l'acumulació del corrent. Si un transistor MOSFET produeix més calor del que el dissipador de calor pot dissipar, l'embalament tèrmic encara pot destruir els transistors. Aquest problema es pot alleujar fins a cert punt reduint la resistència tèrmica entre la matriu del transistor i el dissipador de calor. Vegeu també Potència de disseny tèrmic.